# سید مصطفی حسینی طباطبایی
سیّد مصطفی حسینی طباطبائی اسلام‌شناس، پژوهشگر قرآنی و نویسنده ایرانی در حوزه علوم دینی است.

## افکار و عقاید
مصطفی حسینی طباطبایی بنا به گفته خودش تنها بر آنچه که به صراحت از قرآن می‌فهمد تکیه می‌کند و بسیار از احادیث نقل شده را رد می‌کند. او نوه دختری میرزا احمد آشتیانی است و بسیاری از دروس چون: عربی، منطق، اصول فقه، فلسفه اسلامی و حدیث را نزد او خوانده‌است. او همچنین نوه پسری سید محمد طباطبایی از رهبران انقلاب مشروطه است. به گفته آبراهامیان، در جریان کودتای 28 مرداد، سفارت بریتانیا به دو تن از پسران آیت‌الله های سرشناس جنبش مشروطه، یعنی سید محمدصادق طباطبایی (پدر سید مصطفی حسینی طباطبایی) و آیت‌الله محمدرضا بهبهانی ملاقات‌های مکرری انجام می دهد، بدین منظور که بتواند علیه دولت مصدق، از طریق این دو، پول را به درون شبکه روحانیون تزریق کند..

## بازداشت و محکومیت
حسینی طباطبایی که به دلیل دیدگاه‌های خاص علمی، قرآنی و دینی اش از سوی نظام جمهوری اسلامی بارها مورد انتقاد قرار گرفته‌است، در ۱۷ فروردین ۱۴۰۰ توسط نیروهای امنیتی بازداشت و به مکان نامعلومی منتقل شد.، اما فعلاً  از بند آزاد شده است.

## رخدادهای زندگی
چگونگی آشنایی حسینی طباطبایی با سید ابوالفضل بُرقعی قُمی از زبان خود وی: حسینی طباطبایی می‌گوید: «شنیدم در مسجد گذرِ وزیر، عالمی هست که درس تفسیر قرآن دارد. در یک شب تابستان در پشت بام مسجد جلسه برقرار بود، علامه برقعی فرمود: یس یعنی ای محمد قسم بتو و…، و همان حرف‌های شیعیان درباره سوره یس…، بعد از ختم جلسه نزد ایشان رفتم و گفتم: حاج آقا یا و سین از حروف مقطعه هستند و ی با حرف یا ندا فرق دارد و توضیحات بعدی را دادم و ایشان همچنان ساکت و گوش می‌دادند و بعد از صحبت‌های من قدری فکر کردند و فرمودند: بله شما درست می‌گویید! برای من تعجب آور بود، اولین باری بود که می‌دیدم یک روحانی سخنان یک فرد لباس شخصی را گوش می‌دهد و می‌پذیرد!»

## آثار
- اجتهاد در برابر نص!.
- اسلام پذیری ایرانیان.
- اسلام‌ستیزی معاصر.
- اسلام و اقطاب غربی.
- اسلام و بت‌های غرب.
- اعجاز عددی در قرآن کریم.
- آیا سجده بر غیر زمین جایز است؟.
- آیین زرتشت از دیدگاه ما.
- با فرهنگ اسلامی ستیزه نکنید.
- بررسی آراء اخباری و اصولی.
- بردگی از دیدگاه اسلام.
- بسوی خدا.
- بَیاَنُ الحَقِیقَهٔ فِی جَرحِ الأبدَانِ عِندَ المُصِیبَهِ.
- بین‌النهرین در روزگار خلفای راشدین.
- پاسخ به اشکالات مذهبی نسل جدید.
- پاسخ به شبهات.
- پرتوی از دولت فرخندهٔ علوی.
- پیوند دین و حکومت.
- تسامح و شدّت عمل در اسلام.
- تفسیر بیان معانی در کلام ربّانی.
- ثبات و حرکت در ذهن و – عالمِ- خارج.
- حجّ: در شرح ماهیّت حج، اعمال و مراحل و منازل آن.
- حقارت سلمان رشدی.
- خدا و پیامبران در تورات و انجیل و قرآن.
- خیانت درگزارش تاریخ.
- در پاسخ ایراد نحوی بر قرآن.
- در پاسخ شبهات دکتر سینا.
- در پاسخ مفتری.
- در محکومیّت همجنس‌گرایی.
- دعوت مسیحیان به توحید.
- دفاع از تعدّد زوجات اسلامی.
- دفاع از شمشیر اسلام.
- دفاع از قرآن کریم.
- دین ستیزی نافرجام.
- راهی به سوی وحدت اسلامی.
- رسول خدا (ص) و تبیین آیات.
- رفع اشتباه و دفع افتراء!.
- رمزِ عجب!.
- زبان قوم، نه فرهنگ ایشان!.
- زن در آیین زرتشتی و بهائی.
- سه مرز آفرینش.
- سه مقاله.
- شیخ محمّد عبدُه مصلح بزرگ مصر.
- علیٌّ بین التقصیر و الغلوّ.
- فاصله‌ها را از علی (ع) کم کنیم.
- فتح البیان فیما روی عن علی من تفسیر القرآن.
- قرآن بدون حدیث هم قابل فهم است.
- قرآن در روزگار نو.
- ماجرای باب و بهاء.
- متفکّرین اسلامی در برابر منطق یونان.
- محمد پیامبر رحمت و شمشیر.
- مسلمان آگاه را هراس از سخنان مخالف نیست.
- مسئولیّت و ایمان.
- معانی باطنی در قرآن کریم.
- ملاحظاتی دربارهٔ رویکرد انسانگرایانه در قرآن.
- منهای معنویت.
- نامهٔ سرگشاده به مراجع تقلید.
- نقد آثار خاورشناسان.
- نقد آراء ابن سینا در الهیّات.
- نقد ترجمهٔ “الغارات“.
- نقد ترجمهٔ “وقعةُ صِفِّین“.
- نقد کتب حدیث.
- نقد مقالهٔ “حجاب و پوشش سر و گردن“.
- نقد نظریّهٔ پلورالیسم دینی.
- نماز جمعه نماز انقلابی و فراموش شده.
- نوگرایی در اجتهاد.
- وحی قدسی نه وحی نفسی.
- وحی قدسی.
- ویژگیهای بازار اسلامی.
- هانری کُربَن و باطنیگری.[۵]